# Rolf Sinnemark

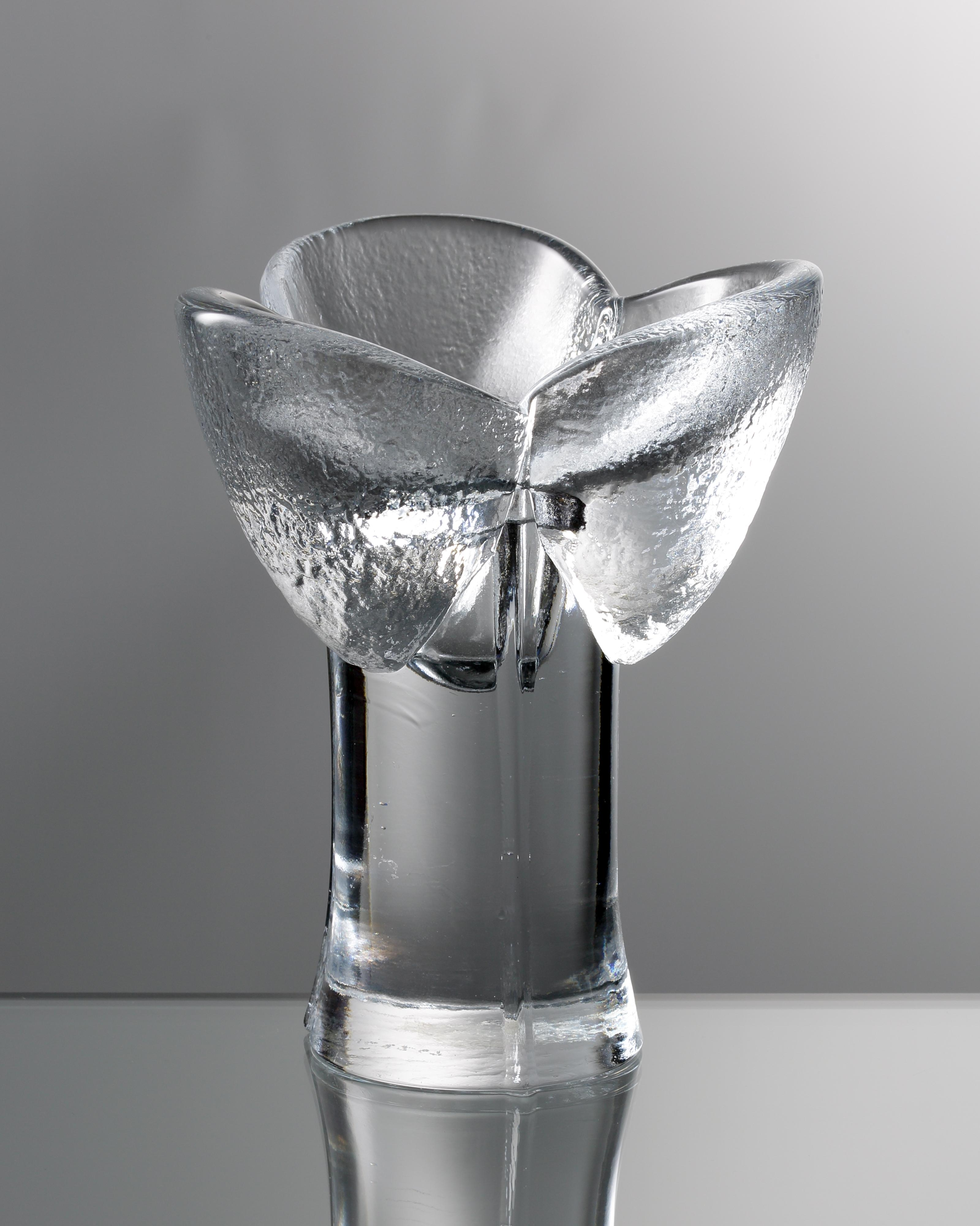
Ljusstake Tulip formgiven av Rolf Sinnemark 1977 för Kosta glasbruk.

Rolf Sinnemark, född 20 september 1941 i Stockholm, är svensk glaskonstnär, formgivare och silversmed.
Rolf Sinnemark fick sin utbildning i silversmide som lärling vid Hallbergs och i industridesign vid Konstfack. Han har arbetat för Kosta Boda, Älghults glasbruk, Skrufs glasbruk, Pukeberg glasbruk, Rörstrands porslinsfabrik, Nilsjohan och Gense.
Rolf Sinnemark är representerad på flera välkända institutioner såsom The Corning Museum of Glass i New York, Victoria and Albert Museum, Musums Vledder, Nederländerna, Musée des Arts décoratifs, Paris, Hokaido Museum, Japan, Designmuseet, Helsingfors, Islands konstmuseum, Reykavik, Röhsska museet, Smålands museum i Växjö, Kulturen, Kalmar konstmuseum och Nationalmuseum i Stockholm.

## Offentliga konstverk
- 1963 Leksand (skulptur)
- 1975 Malmö (polykrom trävägg)
- 1978 Öjaby skola (glasvägg)
- 1976 Växjö (träskulptur Växjö Universitet)
- 1978 Smedby Vårdhem (stenskulptur)
- 1978 Norrköping, Centralbadet (acrylvägg)
- 1980-tal ASEA, Västerås (glasvägg)
- 1980-tal Bryssel, Belgien, ICEFhuset (glas- och keramikvägg)
- 1980-tal Åkersberga, Runöskolan (glasvägg)
- 1986 Kramfors, Sandöskolan (glasväggar)
- 1986 Kalmar lasarett (glasvägg)
- 1987 Stockholm, Unga Klara, Kulturhuset (neondörrar)
- 1987 Lessebo apotek (glasvägg)
- 1988 Växjö apotek (glasverk)
- 1991 Visby lasarett, entré (glas- och järnvägg)
- 1993, 2003 Uppsala, Akademiska sjukhuset (glasvägg)
- 1999 Tierps vårdhem (glasväggar)
- 2000 Kalmar lasarett nya entrén (glasvägg plus skulpturer)
- 2007 Knivsta, Ray Clinic Center (graalglas samt glasväggar)